# Alfredo Augusto Caldas Xavier
Alfredo Augusto Caldas Xavier CvTE • OTE • GCIC (Lisboa, 25 de Setembro de 1852 — Lourenço Marques, 8 de Janeiro de 1896) foi um militar, engenheiro, explorador e administrador colonial português que se distinguiu nas denominadas campanhas de pacificação de Moçambique nas últimas décadas do século XIX. No dizer de Joaquim Augusto Mouzinho de Albuquerque, outros dos militares que ganharam fama nessas campanhas, o major Alfredo Augusto Caldas Xavier, foi o mais ilustre de todos os oficiais que têm honrado o nome português em África, modelo de virtudes militares de coragem e abnegação. Teve um papel de destaque no projecto da linha de caminho-de-ferro de Maputo ao Transvaal e na delimitação das fronteiras do sul de Moçambique.

## Biografia
Alfredo Augusto Caldas Xavier nasceu na freguesia lisboeta das Mercês, filho de Henriqueta Pereira Caldas Xavier e de António do Prado Xavier, industrial e dono de uma oficina de canteiro. Dotado de grande habilidade manual, a família pretendeu que seguisse uma carreira de escultor, mas, por influência do avô materno, Pereira Caldas, oficial superior do exército, em casa de quem vivia desde muito novo, decidiu-se por seguir a carreira das armas.
Com esse objectivo, tendo terminado o curso no Liceu Nacional de Lisboa, em 1871 pretendeu entrar para a marinha de guerra, tendo contudo acabado por assentar praça no Regimento de Caçadores N.º 5, tendo requerido matrícula no curso de Infantaria da Escola do Exército.
Aluno distinto, terminou o curso em 1875, sendo então promovido a alferes e colocado no Regimento de Caçadores N.º 3. No ano seguinte casou com Amélia do Nascimento Conti.

### A primeira comissão em Moçambique (1877-1881)
Com vocação para a área da engenharia, em 1877 conseguiu o lugar de engenheiro auxiliar na expedição a Moçambique que foi chefiada pelo engenheiro Joaquim José Machado e que tinha como objectivo fazer o levantamento das necessidades em matéria de obras públicas daquela colónia e realizar trabalhos preparatórios para a melhoria da rede de estradas e para a criação do Caminho de Ferro de Ressano Garcia, que deveria ligar Lourenço Marques à fronteira com o Transvaal.
Tendo a seu cargo a realização de trabalhos de engenharia de obras públicas, chegou a Lourenço Marques a 7 de Março de 1877, afirmando-se desde logo como um dos mais importantes técnicos da expedição. Permanecendo em Moçambique até Fevereiro de 1881, altura em que regressou ao Portugal, foi nomeado chefe da secção de Obras Públicas do distrito de Inhambane, região onde, apesar da escassez de meios e das dificuldades técnicas que encontrou, viria a realizar uma obra notável. Simultaneamente foi encarregado de estudar o traçado do caminho-de-ferro de Lourenço Marques à fronteira, obra então considerada prioritária face aos compromissos assumidos com o governo da República do Transvaal. Também teve a seu cargo a construção do quartel da ilha de Inhaca.
Apesar de se encontrar comissão civil, Caldas Xavier não abandonou a sua condição de militar, colaborando nas operações de ocupação da então chamada campanha de pacificação que foram realizadas na região de Inhambane. Distinguiu-se especialmente na repressão da revolta das praças do Batalhão de Caçadores de Inhambane, em 1877, e nas operações de intimidação levadas a cabo durante as negociações com o régulo Zavala, em meados de Outubro de 1879.
Naquela campanha, Caldas Xavier obteve do régulo Zavala o compromisso de não dificultar o estabelecimento efectivo da ocupação nacional naquela região, o que levou ao início da construção de um quartel em Nhagondel, o que permitiu fortalecer a influência portuguesa a sul do Inharrime, na direcção das terras do Império de Gaza, então governado por Muzila.

### A segunda comissão em Moçambique (1883-1886)
Depois de uma curta permanência em Lisboa, durante a qual foi promovido a tenente a 11 de Agosto de 1881, Caldas Xavier voltou a Moçambique em 1883, desta vez como administrador da Companhia de Ópio da Zambézia.
Chegado a Moçambique constatou que pouco fora feito depois do reconhecimento ao Zavala e do início do quartel de Nhagondel que executara na sua anterior comissão. Caldas Xavier iniciou uma luta pela materialização dos seus planos de efectiva ocupação do território a sudoeste de Lourenço Marques, os que só vieram a ter execução em 1884, quando por portaria do governador-geral Agostinho Coelho, foi estabelecido um comando militar ao sul do Inharrime.
Iniciou um vasto plano de desenvolvimento da Companhia de que era administrador, que foi executando metodicamente. Porém, o sistema como fazia o recrutamento do pessoal necessário para os trabalhos da Companhia, provocou a hostilidade dos arrendatários dos prazos vizinhos e a 20 de Junho de 1884, vários desses indivíduos, à frente de centenas de homens armados atacaram a prazo de Massingir, um dos principais centros da Companhia.
Durante aquele ataque foi morto o comandante militar, capitão Victoriano Queirós, os seus filhos e a quase totalidade do destacamento sob o seu comando, escapando apenas o alferes Curado, a quem, por ser casado com a filha de um dos assaltantes, foi poupada a vida, sendo levado pelos atacantes.
Tendo conhecimento dois dias depois do ataque ocorrido em Massingir, Caldas Xavier previu que o mesmo ocorreria contra as instalações da Companhia em Mopeia, onde se encontrava, e imediatamente, com os fracos recursos que possuía, preparou a defesa ajudado por um seu irmão e pelo engenheiro inglês Henderson, funcionários da empresa.
O ataque materializou-se a 11 de Agosto, com os rebeldes a atacarem as instalações durante várias horas. Caldas Xavier e os homens que com ele haviam ficado, pois a maioria fugira ao ter conhecimento das atrocidades cometidas pelos rebeldes em Massingir e na sua marcha devastadora em direcção a Mopeia, conseguiram resistir durante tempo suficiente para que pudessem ser socorridos por uma coluna de 15 comerciantes estrangeiros, acompanhados por cerca de 100 auxiliares africanos, que tinha partido de Quelimane, numa tentativa de salvarem as suas feitorias espalhadas por aquela região.
Batidos no assalto às instalações da Companhia, os rebeldes dispersaram e acabaram por se render ao capitão-mor da Manica, Manuel António de Sousa, entregando-lhe o alferes Curado, que mantinham prisioneiro, e todo o armamento levado de Massingir.
Tendo a Companhia de Ópio da Zambézia passado a ser dirigida por ingleses, em Janeiro de 1886 Caldas Xavier foi forçado a abandonar o lugar que ocupava e regressou a Portugal.

### Comissão na Índia Portuguesa (1887-1890)
Novamente, após curta permanência em Lisboa, Caldas Xavier partiu para as colónias em finais de 1887, desta feita para a Índia Portuguesa, onde iria ocupar o lugar de chefe da fiscalização do Caminho de Ferro de Mormugão, agora já com a patente de capitão.
Na Índia desempenhou, além das funções de inspector-geral do Caminho de Ferro de Mormugão, os cargos de chefe da repartição militar de Mormugão e, por pouco tempo, de governador de Diu. Tendo sido promovido a major, regressou a Portugal em 1890.

### Terceira comissão em Moçambique (1890-1893)
Mal tinha chegado a Lisboa, nesse mesmo ano de 1890, Caldas Xavier partiu de novo para Moçambique, a convite do engenheiro Joaquim José Machado, com quem havia trabalhado no serviço de Obras Públicas de Lourenço Marques durante a sua primeira comissão naquele território. Desta feita, aproveitando os seus conhecimentos de cartografia e topografia, pretendia-se que integrasse como técnico a comissão de delimitação de fronteiras entre o distrito de Lourenço Marques e a República do Transvaal.
Chegado a Moçambique no período crítico que se seguiu à Questão do Chire e ao consequente ultimato britânico de 1890, foi forçado a um período de inactividade, que se manteve até que Portugal e Grã-Bretanha chegaram a acordo sobre a delimitação das respectivas esferas de influência na África Oriental.
Logo que aquelas questões foram resolvidas, a Comissão iniciou os seus trabalhos. A chefia foi confiada ao engenheiro Freire de Andrade em virtude de Joaquim José Machado ter sido, entretanto, nomeado governador-geral de Moçambique.
No âmbito dos trabalhos da comissão de fronteiras coube a Caldas Xavier proceder ao reconhecimento do rio Limpopo, o que fez com dois meses de avanço sobre a chegada dos seus companheiros da comissão a Lourenço Marques. Em resultado desta viagem de exploração, após o seu regresso a Portugal em 1893, publicou em Lisboa um notável trabalho sobre o Limpopo, no qual chamou a atenção para a necessidade premente de subjugar Ngungunhane, o Gungunhana, então o imperador de Gaza.
Em consequência da posição de força contida no ultimato britânico de 1890 e da submissão portuguesa às exigências britânicas, ocorreram os incidentes de Manica, de que resultou o aprisionamento, por uma força da British South Africa Company, que pretendia estabelecer-se na região, agora reclamada como inglesa, de Joaquim Carlos Paiva de Andrada e do capitão-mor de Manica, Manuel António de Sousa.
Face à onda de indignação popular que aquele facto gerou, a 10 de Dezembro de 1890, realizou-se uma sessão pública da Câmara Municipal de Lourenço Marques, em que foi proposta a organização de uma força, para fazer face ao invasor e expulsá-lo do território que era reclamado por Portugal, tendo Caldas Xavier, que estava presente na sessão, sido indicado para seu comandante.
Caldas Xavier empenhou-se então na organização dessa expedição e após grandes dificuldades foi possível reunir para a integrar um destacamento do Regimento de Caçadores N.º 4, outro do corpo da polícia e uma companhia do batalhão de voluntários, constituído na altura.
A força partiu a 10 de Janeiro de 1891 para a Beira, a bordo do vapor Rovuma, chegando a Macequece, ou Massi Kessi, a 5 de Maio. No dia 11 de Maio a expedição fez um reconhecimento em força às posições inimigas, mas, depois de um dia de luta acesa, foi forçada a bater em retirada. Derrotada no terreno e na frente diplomática, face às concessões entretanto feitas por Portugal à Grã-Bretanha, sem conseguir os esperados resultados, em Agosto, a força retirou para a Beira, vindo a desembarcar em Lourenço Marques, a 4 de Setembro de 1891.
Entretanto, Portugal fora forçado pela Grã-Bretanha e Irlanda a assinar um entendimento sobre os limites das respectivas esferas de influência na região, conhecido pelo Tratado dos Limites Fronteiriços de Manica, pelo qual Portugal cedeu à British South Africa Company amplos territórios para oeste de Macequece, incluindo os campos auríferos de Manica que lhe ficam próximos.
Mesmo assim, Caldas Xavier foi agraciado com o grau de Oficial da Real Ordem Militar da Torre e Espada, da qual já era Cavaleiro, pela acção desenvolvida na malograda expedição a Macequece.
Regressou a Portugal em 1893, tendo na altura proferido diversas conferências e publicado artigos na imprensa sobre a necessidade da ocupação efectiva de Moçambique, à luz dos requisitos da Conferência de Berlim. Tal ocupação implicava a realização de uma campanha militar destinada a subjugar os povos da região, com destaque para os nguni, ou vátuas como na altura eram conhecidos em Portugal, chefiados pelo poderoso Ngungunhane, o que viria a contecer em 1895.

### A quarta comissão em Moçambique e o falecimento (1894-1896)
Novamente em missão de delimitação de fronteiras, partiu 1894 para Moçambique, tendo chegado a Lourenço Marques quando se desencadeava a rebelião ronga que pôs em perigo a presença portuguesa naquela região. Durante o cerco à cidade que ocorreu nesse ano, Caldas Xavier desempenhou um lugar destacado na organização da sua defesa.
Quando chegou a Lourenço Marques o comissário régio António José Enes, era Caldas Xavier, apesar de não se encontrar em missão militar, o mais destacado oficial empenhado na repressão dos povos ronga da região.
Tendo o cerco da cidade sido repelido, foi decidido realizar um reconhecimento à região circundante para determinar o local onde as forças da resistência africana estavam concentradas. Caldas Xavier foi escolhido para comandar essa missão, tendo-lhe sido disponibilizada uma força composta por uma companhia do Regimento de Caçadores N.º 2, uma secção de artilharia de montanha, alguns pelotões de tropas auxiliares africanas do Batalhão de Caçadores N.º 3, e treze homens a cavalo da polícia de Lourenço Marques. A força partiu da cidade na madrugada de 21 de Janeiro de 1894, regressando sem que tivesse entrado em contacto com a resistência.
Atendendo à maneira como as tropas suportaram a marcha, e perante as informações obtidas, como forma de aliviar a pressão do inimigo sobre a cidade, António Enes resolveu mandar ocupar Marracuene, local onde se determinou estar a principal força da resistência.
Com esse objectivo foi organizada uma força composta por três pelotões do Regimento de Caçadores N.º 2, uma força metropolitana recentemente chegada a Moçambique, reforçada por uma bateria de montanha a quatro peças e duas metralhadoras Nordentfeld, uma secção de cavalaria e um pelotão da polícia de Lourenço Marques, e ainda quatro pelotões de tropas auxiliares africanas do Regimento de Caçadores N.º 3, integrando soldados de Angola e da ilha de Moçambique. Ao todo eram 37 oficiais e 800 soldados. O comando da força foi entregue ao major José Ribeiro Júnior, tendo como segundo comandante Caldas Xavier. Contudo, dado que o major José Ribeiro Júnior se encontrava doente, o comando efectivo da força recaiu em Caldas Xavier, que mais uma vez provou a sua capacidade organizadora e espírito de iniciativa.
A expedição partiu de Lourenço Marques a 28 de Janeiro de 1895, adoptando um dispositivo de marcha que facilitava a rápida formação em quadrado, estratégia que havia sido ensaiada como a melhor resposta a nas regiões de savana aberta a um eventual ataque das forças africanas, de longe mais numerosas, mas mal armadas. A formação consistia na formação de um vasto quadrado, com as forças auxiliares africanas no exterior e a artilharia e as metralhadoras nos vértices, deixando as forças europeias protegidas e móveis no seu interior para poderem responder a qualquer brecha que o inimigo abrisse.
A expedição passou a noite de 28 de Janeiro bivacado em Anguane, e chegou a Marracuene pelas quatro da tarde do dia seguinte. Depois de ter permanecido no local durante três dias de tranquilidade, na madrugada de 2 de Fevereiro, a coluna foi violentamente atacada. Neste confronto, que ficou conhecido pelo Combate de Marracuene, o dispositivo em quadrado chegou a ser penetrado pelas forças inimigas, pondo em risco toda a estratégia defensiva que havia sido montada.
Contudo, Caldas Xavier, que comandava a coluna por doença do major Ribeiro, ajudado pelos capitães Roque de Aguiar e Eduardo Costa e os tenentes Paiva Couceiro e Aires de Ornelas, rapidamente conseguiram refazer a face do quadrado que havia colapsado e após hora e meia de descargas cerradas as forças da resistência africana foram repelidas.
Estava consumada a primeira de uma série de vitórias militares que terminariam com a destruição de Manjacaze, a capital do Império de Gaza e o aprisionamento de em Chaimite do poderoso Gungunhana. Mas, para além de ter sido a primeira grande vitória portuguesa nas campanhas de pacificação de Moçambique, a vitória em Marracuene ficou célebre por ter permitido demonstrar que a estratégia do quadrado, mesmo quando penetrada, era defensável, pois até então, quadrado roto era considerado perdido.
A expedição vitoriosa regressou a Lourenço Marques a 5 de Fevereiro, trazendo à frente Caldas Xavier, pois o estado do major José Ribeiro Júnior tinha-se agravado, tendo desfilado pelas ruas da cidade.
Depois da expedição a Marracuene, e porque Caldas Xavier não estava em comissão militar em Moçambique, mas sim ao serviço do Ministério dos Negócios Estrangeiros, não lhe foi dado comando de tropas. Apesar disso, o comissário régio António Enes, aproveitou as suas qualidades militares e prestígio nas operações seguintes, nomeando-o comandante do Serviço de Etapas, o órgão de apoio logístico e de socorro imediato às colunas empenhadas nas campanhas de pacificação.
Porém, a doença tropical, que há muito o minava, não lhe permitiu muito mais tempo de actividade. Teve de se recolher em casa de uma família amiga de Lourenço Marques numa tentativa de se restabelecer. Tal não aconteceu e Alfredo Augusto Caldas Xavier faleceu, na então cidade de Lourenço Marques, hoje Maputo, vítima de doença contraída em África, a 8 de Janeiro de 1896, poucos dias após a chegada como prisioneiro àquela cidade de Ngungunhane (o Gungunhana), o principal inimigo das pretensões portuguesas no território que viria a ser Moçambique.
A 14 de Julho de 1932 foi agraciado a título póstumo com a Grã-Cruz da Ordem do Império Colonial.
Foi impressa uma nota de 500$00 de Moçambique (que também foi pagável em Timor) com a sua imagem.

## Obras publicadas
- A Zambézia: estudos coloniais, Lisboa : Imprensa Nacional, 1888.
- A Zambezia : estudos coloniaes dedicados a Sociedade de Geographia de Lisboa, Nova Goa : Imprensa Nacional, 1888.
- Croquis da linha de fronteira de Mepundiune ao Passo de Matinga-tinga : [material Cartográfico], in Legado do Almirante Gago Coutinho, Sociedade de Geografia de Lisboa, Lisboa, 1901.
- Estudos coloniaes,  Nova Goa : Imprensa Nacional, 1889.
- O Inharrime e as guerras Zavallas, Lisboa, 1881.
- 'O Reconhecimento do Limpopo, Lisboa, 1894.